# 平凤乡
平凤乡，是中华人民共和国吉林省松原市前郭尔罗斯蒙古族自治县下辖的一个乡镇级行政单位。

## 行政区划
平凤乡下辖以下地区：
平凤村、嫩江村、长江村、黑岗子村、新富村、郭家窝堡村、大岗子村、太平山村、孔家围子村、八家户村、丰园村、郎家窝堡村、朱家窝堡村和松江村。